# Monika Tarka-Kilen
Monika Tarka-Kilen (ur. 30 stycznia 1972 w Warszawie) – dziennikarka radiowa, telewizyjna i prasowa.

## Życiorys
Ukończyła studia na Wydziale Dziennikarstwa i Nauk Politycznych Uniwersytetu Warszawskiego.
Pracę zawodową rozpoczęła w Programie III Polskiego Radia. Następnie przez ponad 24 lata związana byłą z Radiem WAWA. Zaczęła jako reporterka, po czym była serwisantem, a w końcu DJ-em. W programie Babka Rockowa popularyzowała m.in. kobiecą muzykę rockową, w audycji 3 po 3 przeprowadzała wywiady z polskimi i zagranicznymi gwiazdami muzyki. Przez ponad 20 lat była gospodynią porannego programu stacji, który przez 15 lat prowadziła z mężem Robertem Kilenem (m.in. Z parą od rana). Pod koniec marca 2016 razem z mężem odeszła z Radia Wawa.
Od maja 2016 roku do końca czerwca 2019 była dziennikarką Jedynki Polskiego Radia. Wspólnie z mężem prowadziła autorski codzienny poranny program  Podwójne espresso, a także autorskie, wyjazdowe, sobotnie (od 9:00 do 12:00) audycje podróżnicze Jedyne takie miejsce, w ramach których podróżowała do takich miast w Polsce, w których jeszcze nie ma tłumów turystów, a warto o nich opowiedzieć. Była też przez trzy lata związana z Latem z radiem. W 2016 i 2017 roku była współgospodarzem koncertów plenerowych Lata z radiem a także weekendowych audycji Lata z radiem. W 2018 roku współprowadziła antenowe Lato z radiem.
W telewizji prowadziła programy muzyczne w Polsat 2 Gra!my, program poradnikowy Mamo, to ja w TVN Style, robiła przeglądy prasy w programach Kawa czy herbata i Pytanie na śniadanie. Prowadziła razem z Robertem Kilenem i Tomaszem Kammelem w TVP1 transmisje rozdania nagród muzycznych Radia Wawa, czyli Złotych Dziobów. W 2015 roku prowadziła razem z mężem Para daje radę i Para daje radę na weekend, dwa sezony programów poradnikowych, kulturalnych i lifestylowych w Fokus TV.
Kolejne doświadczenia zawodowe zdobywała będąc redaktorem stron muzycznych takich gazet jak Kurier Polski, Życie Codzienne i Gazeta Polska. Przez dwa lata była także felietonistką magazynu Mamo to ja.
Prywatnie jest żoną dziennikarza i pisarza Roberta Kilena. Mają córkę Annę.